# Concots
Concots é uma comuna francesa na região administrativa de Occitânia, no departamento de Lot. Estende-se por uma área de 26,02 km². Em 2010 a comuna tinha 438 habitantes (densidade: 16,8 hab./km²).